# تشارلز جي. عثمان
تشارلز جي. عثمان هو سياسي كندي، ولد في 15 أبريل 1851، وتوفي في 1922. انتخب عضو الجمعية التشريعية لنيو برونزويك ‏ وانتخب Speaker of the Legislative Assembly of New Brunswick ‏ (1907 – 1908).